# تعقیب خطرناک
تعقیب خطرناک فیلمی به کارگردانی  و نویسندگی رضا صفایی ساختهٔ سال ۱۳۴۳ است.

## بازیگران
- علی آزاد
- بیتا
- ابراهیم نادری
- رحیم روشنیان
- اکبر جنتی شیرازی
- هادی مشکوت
- رضا بانکی
- حسن رضایی
- مرتضی حدیقی
- جلالیان
- سلطانی
- مارتین میناسیان
- محسن آراسته
- یوری
- حسن شاهین
- سونیا
- عزیزی
- نعمت اله پیشواییان